# Rosara Joseph
Rosara Joseph (ur. 21 lutego 1982 w Christchurch) – nowozelandzka kolarka górska i szosowa.

## Kariera
Pierwszy sukces w karierze Rosara Joseph osiągnęła w 2006 roku, kiedy to wywalczyła srebrny medal w cross-country podczas igrzysk Wspólnoty Narodów w Melbourne. Na rozgrywanych rok później igrzyskach Oceanii w Thredbo zwyciężyła w tej samej konkurencji. Kolejny medal zdobyła na kontynentalnych mistrzostwach Oceanii w 2012 roku, gdzie zajęła drugie miejsce w four crossie. Była ponadto piąta na mistrzostwach świata w Livigno. W 2008 roku brała udział w igrzyskach olimpijskich w Pekinie, kończąc rywalizację w cross country na dziewiątym miejscu. Joseph jest także wicemistrzynią kraju w kolarstwie szosowym. Na podium zawodów Pucharu Świata w kolarstwie górskim stanęła raz: 30 sierpnia 2008 roku w Canberze była druga, za Rosjanką Iriną Kalentjewą, a przed Catharine Pendrel z Kanady.